# Organização para a Libertação do Afeganistão
A Organização para a Libertação do Afeganistão (persa: سازمان رهایی افغانستان, Sazman-i Rihayi Afeganistão) é um grupo político maoísta afegão. Foi fundada por Faiz Ahmad e alguns outros em 1973. Até 1980, denominada como Grupo Revolucionário dos Povos do Afeganistão (گروه انقلابی خلقهای افغانستان).
Era opositor do regime pro-soviético do Partido Democrático do Povo do Afeganistão (PDPA), no contexto da Ruptura sino-soviética. Em junho de 1979, formou uma aliança com a Frente Mujahedin de Luta pela Libertação do Afeganistão, um partido islâmico moderado.
Em 5 de agosto de 1979, liderou, juntamente com a Frente de Combatentes pela Liberdade Mujahedin do Afeganistão, o Levante de Bala Hissar, que resultou na morte ou prisão de dezenas de integrantes do grupo.
Durante a Guerra do Afeganistão (1979-1989) combateu tropas soviéticas, do governo afegão e grupos fundamentalistas, perdendo mais de 120 militantes durante o conflito. Em junho de 2019, publicou um documento denominado como: "Para onde está indo o Afeganistão?".